# Мунхийн Пунцаг
Мунхийн Пунцаг (монг. Мөнхийн Пунцаг; 1947, Сэврэй, Умнеговь — 1997) — монгольский самбист и тренер, бронзовый призёр открытого чемпионата Европы 1972 года, чемпион (1975) и серебряный призёр (1973, 1974) чемпионатов мира по самбо, Заслуженный мастер спорта Монголии (1975). Выступал в легчайшей весовой категории (до 52 кг).
Окончил среднюю школу с золотой медалью. Окончил Уральский политехнический институт (Свердловск). В своей дипломной работе предложил проект реконструкции Дарханской ТЭЦ, который был реализован и позволил удвоить мощность ТЭЦ. Кроме того, на реконструкции удалось сэкономить значительные средства. После завершения спортивной карьеры работал на Дарханской ТЭЦ и был тренером по самбо в Дархане. Одним из его воспитанников был самбист и дзюдоист, чемпион и призёр чемпионатов мира по самбо Гандолгорын Батсух.